# Lange Bruck
Die Lange Bruck (Lange Brücke) war eine Straßenbrücke aus dem Mittelalter über den Rhein zwischen Straßburg und Kehl. Ähnlich wie die Rheinbrücke Breisach nutzte sie eine Rheininsel zur Flussquerung und hatte auf dem Gegenufer einen Brückenkopf.

## Geschichte
Im Jahr 1388 begann die Bevölkerung Straßburgs mit dem Bau der Holzbrücke über den Rhein. Das Bauwerk wurde im Laufe der Zeit dem Flusslauf des Rheins und der Zerstörung durch die alljährlichen Hochwässer im Frühjahr und Herbst immer wieder angepasst und maß im Jahr 1621 eine Länge von 1400 Meter. In dieser kriegerischen Zeit fiel die Brücke oft dem Angriff verschiedener Armeen oder der Furcht der Bevölkerung zum Opfer, die die Brücke einrissen, um so geschützt vor Übergriffen zu sein.
Am 7. Mai 1770 betrat Marie-Antoinette im Rahmen ihrer Brautfahrt von Wien nach Versailles über die Brücke ihr zukünftiges Reich. Auf der Insel wurde ein Pavillon aufgestellt, in dem sie rituell neu eingekleidet und von einer französischen Delegation in Empfang genommen wurde. Laut Johann Wolfgang von Goethe, der sich zu dieser Zeit in Straßburg aufhielt, war der Pavillon mit Bildnissen aus der Geschichte von Jason, Medea und Kreusa geschmückt, was Goethe als Beispiel einer unglücklichen Heirat sah und daher kritisierte.
Der genaue Zeitraum des endgültigen Abrisses ist nicht bekannt. Gelegentlich wird ihre Zerstörung 1797 angegeben. Seit 1815 bestand nur noch eine Schiffbrücke. Nach der Rheinbegradigung in der Mitte des 19. Jahrhunderts wurde von 1858 (Baubeginn) bis 1861 (Fertigstellung) eine zweigleisige Eisenbahnbrücke und 1897 eine Straßenbrücke gebaut. Beide Brücken wurden im Zweiten Weltkrieg zerstört und danach in veränderter Geometrie wieder aufgebaut.